# Legendary Lovers
"Legendary Lovers" é uma canção da artista musical estadunidense Katy Perry, contida em seu quarto álbum de estúdio Prism (2013). Foi composta e produzida por Dr. Luke, Max Martin e Cirkut, com o auxílio na escrita pela própria cantora ao lado de Bonnie McKee. Musicalmente, deriva dos gêneros worldbeat e folk, além de possuir batidas de bhangra e elementos da música country. Suas letras combinam a filosofia oriental com leves referências sexuais, expressando a "paixão eterna" e fazendo referências à romances de infames personagens fictícios e históricos.
Obteve análises maioritariamente mistas por membros da crítica profissional, que embora tenham elogiado sua sonoridade e produção em geral, reagiram de maneira ambivalente ao seu conteúdo lírico. Após o lançamento do disco, o tema conseguiu entrar na 92.ª colocação da tabela sul-coreana Gaon Music Chart, pelas mais de 114 mil cópias vendidas no país.

## Antecedentes e desenvolvimento
"Nos divertimos bastante durante a composição de 'Legendary Lovers'... Me senti capaz de trazer de volta à vida um monte de trabalho [de influência oriental] que fizera [quando compunha durante a minha juventude], e foi muito interessante retratar uma temática do tipo Bollywood, porque eu sei que ela [Perry] também sempre foi obcecada por isso. Penso que ela está apresentando temas bem clássicos [neste álbum]. Quando você escreve músicas de amor, elas durarão para sempre; parecem resistir ao tempo."

— A co-compositora Bonnie McKee comentando sobre "Legendary Lovers" para a MTV News.
Embora tenha inicialmente declarado, em 2012, que o sucessor de Teenage Dream seria "verdadeiramente obscuro" em decorrência de seu divórcio com o comediante Russell Brand, a cantora contrapôs no ano seguinte que não haveria nenhuma obscuridade no registro, e por causa desta mudança ela decidiu intitular seu quarto disco de Prism, explicando: "Eu finalmente deixei a luz entrar e então pude criar estas músicas que foram inspiradas por este acontecimento e fazer uma autorreflexão e apenas trabalhar em mim mesma."
Durante o desenvolvimento de Prism, Perry colaborou com diversos artistas e profissionais, incluindo Bonnie McKee, Dr. Luke, Max Martin, Cirkut, com os quais co-compôs "Legendary Lovers". Em abril de 2013, a cantora concedeu uma entrevista a ASCAP, onde confirmou que havia concluído metade de seu quarto álbum de estúdio e descreveu-o como "esquizofrênico", adicionando: "Quando digo à gravadora quando quero lançar um álbum, é quando a corrida começa. É o momento em que coloco pressão em mim mesma". Ela também revelou como foi colaborar com Dr. Luke, Martin e McKee: "Como uma equipe, nós temos alguns pontos fortes, com o Max é a escolha de melodias, com o Luke é a produção e eu sou a líder [da equipe] e a melodia. Trabalhar com Bonnie McKee é como uma sessão de abuso emocional, nós duas discutimos como se estivéssemos em um ringue lutando pela melhor letra." De acordo com Perry, a inspiração para "Legendary Lovers" veio de uma conversa via e-mail que teve com seu namorado e cantor John Mayer:
| “ | Na verdade, eu escrevi isso durante o nosso bate-papo uma vez, e depois que reli, eu percebi que 'amantes lendários' soava legal. Nós passamos um longo tempo nos cortejando antes de algo tornar-se público, apenas escrevíamos cartas um para o outro. Certas coisas flutuam na minha cabeça, então eu as processo e faço músicas sobre elas. | ” |

## Composição
Com uma duração de três minutos e quarenta e quatro segundos (3:44), "Legendary Lovers" é uma "mística" obra de worldbeat e folk que incorpora elementos da música country. Sua instrumentação constitui no uso de bhangra, tabla, sitar, violino e outros "instrumentos de corda orientais viciantes". De acordo com a partitura publicada pela Kobalt Music Publishing America, Inc., a canção está composta na tonalidade de mi menor e no tempo de assinatura comum infundida no metrônomo de cento e vinte e seis batidas por minuto, à medida que possui uma sequência básica de dó maior, sol maior, mi menor e ré maior como sua progressão harmônica. Durante a ponte, a melodia entra em um break de percussão instrumental reminiscente às produções de Timbaland. Na festa de audição do álbum Prism, realizada em setembro de 2013, Perry declarou que  "Legendary Lovers" possui um pouco de influência indiana em sua sonoridade.
Liricamente, a composição lida com os conceitos de infinidade e carma, e gira em torno da filosofia oriental, a qual é usada para descrever "a paixão eterna que Perry e seu parceiro podem vivenciar" e entremeada a uma "conotação sexualmente sugestiva". A cantora também faz inúmeras referências a personagens históricos e infames, incluindo Cleópatra e Julieta — esta última, protagonista da tragédia shakespeariana Romeu e Julieta —, figuras bastante conhecidas pelos seus romances. No refrão, a artista canta os seguintes versos: "Leve-me ao rio / Sob o intenso sol laranja / Diga o meu nome como uma escritura / Mantenha meu coração batendo como um tambor". Estas letras foram consideradas pelo editor Jason Lipshutz, da revista Billboard, como as "mais interessantes" de Prism. Enquanto John Walker, escrevendo para a MTV Buzzworthy, avaliou que a canção reminiscencia a "educação pentecostal" da intérprete.

## Crítica profissional

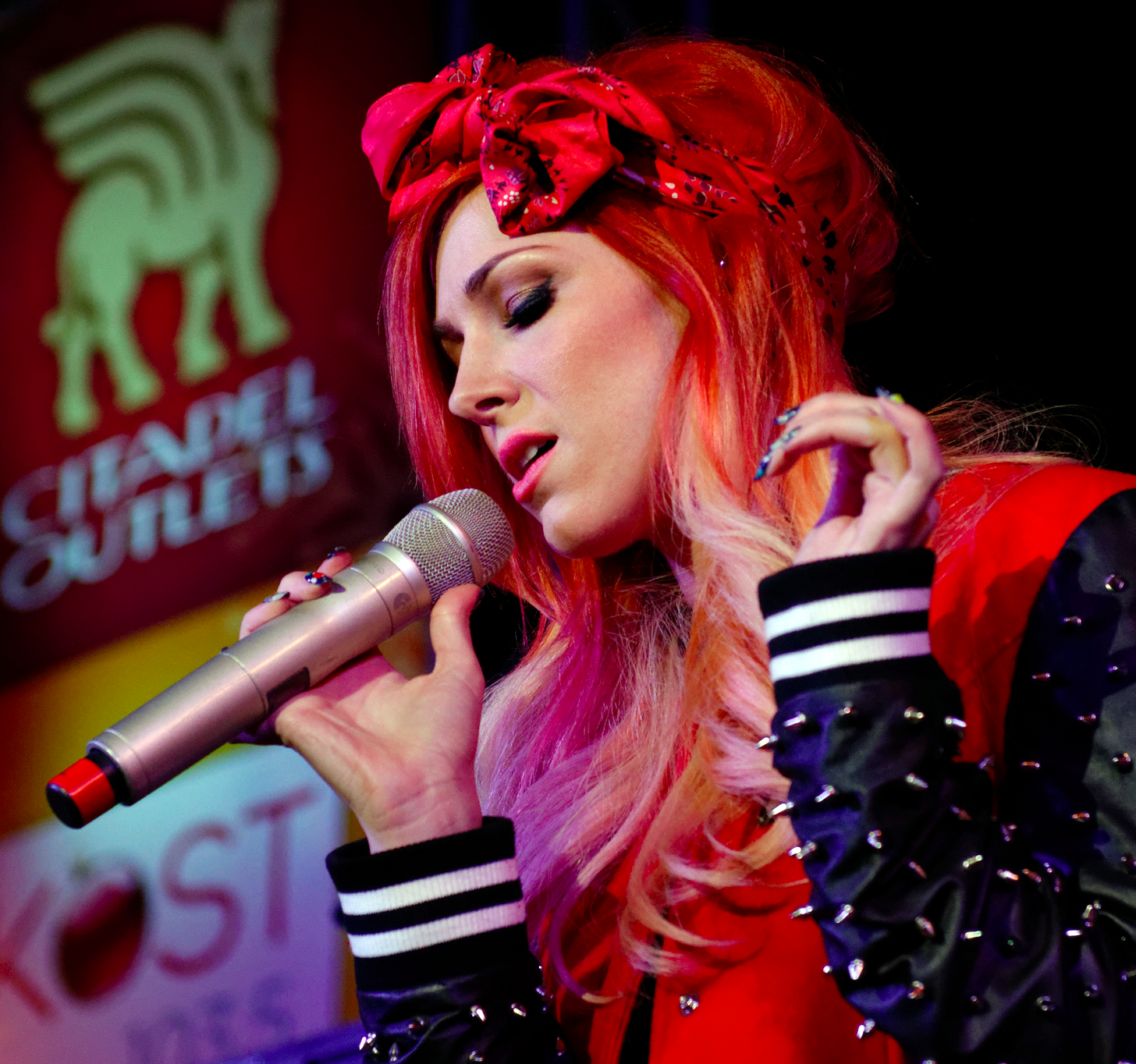
Os críticos sentiram que Dr. Luke, Max Martin e Bonnie McKee (foto) "não conseguiram extrair o melhor de Perry na faixa".

Após o lançamento do disco, "Legendary Lovers" recebeu avaliações geralmente mistas da mídia especializada, a qual prezou sua produção, porém estava ambivalente em relação ao teor das letras. Para Helen Brown, do jornal The Daily Telegraph, por exemplo, o conteúdo lírico da composição é inferior à sua melodia "divertida e exótica", descrevendo-o ainda como "algo que você encontraria em um dia de spa". Jon Dolan, editor da revista Rolling Stone, comparou a obra aos trabalhos das suecas Robyn e Lykke Li e enalteceu a escolha de Perry em "partir para uma intimidade mais sombria". Allison Stewart, do The Washington Post, definiu as letras como "bordões espirituais limitados vindos de uma pessoa que uma vez leu um livro de autoajuda em um aeroporto". Escrevendo para o portal Entertainmentwise, Natalie Palmer comentou que a instrumentação de "Legendary Lovers", em especial o ritmo do bhangra, contribui para fazer dela a "faixa mais espiritual de Prism". Sam Lansky, do Idolator, declarou que "embora  as alusões literárias da música tornem-a mais distintiva, ela ainda não soa como algo surpreendente". Ele também apontou o seu refrão como o mais "cativante" do disco.
Segundo Trent Wolfe, da revista eletrônica The Verge, o refrão do tema pode ser "tão popular quanto o de 'Roar', ao ponto de ser cantado por um grupo pessoas em grandes reuniões". Na sequência, ele parabenizou Dr. Luke por "conseguir produzir sons obscuros para a grande massa". Numa matéria feita para a gazeta Newsday, Glenn Gamboa afirmou não ter impressionado-se com o conteúdo lírico da música, sendo mais negativo ao descrevê-la como um "péssimo 'tributo' ao budismo e à música indiana que chega a ser uma piada, com letras como 'Eu sinto minha lótus florescer' e 'Você é meu destino, meu mantra'". Mais positivo, Jason Lipshutz, editor da Billboard, escreveu o seguinte: "Os conhecimentos multiculturais da cantora foram orgulhosamente recitados [na canção], mas o gancho simplifica ordenadamente a intenção de Perry, à medida que os tambores são imperdoavelmente esmagadores." Na análise crítica de Prism publicada pelo periódico mensal Plugged In, Adam R. Holz colocou "Legendary Lovers" na seção das melodias que ele considerava ser de "conteúdo impróprio" do disco, devido ao seu contexto sexual. Mesfin Fekadu, da ABC News, opinou que os co-compositores Dr. Luke, Max Martin e Bonnie McKee "não conseguiram extrair o melhor de Perry na faixa", definindo o trabalho como "esquecível".

## Desempenho nas tabelas musicais
Após o lançamento de Prism, em outubro de 2013, "Legendary Lovers" debutou na nonagésima segunda posição da parada sul-coreana Gaon Music Chart, registrando cerca de 114 mil e 857 exemplares digitais vendidos.

### Posições
| Tabela musical (2013)            | Melhor posição |
| -------------------------------- | -------------- |
| Coreia do Sul (Gaon Music Chart) | 92             |